# Ochsenberg (Königsbronn)
Ochsenberg est une banlieue de la commune de Königsronn dans le Arrondissement de Heidenheim, dans le Bade-Wurtemberg, en Allemagne.

## Géographie
Le village d'Ochsenberg est situé dans la partie orientale du Jura souabe (Ostalb), à la limite occidentale du plateau de Härtsfeld.

## Histoire
Les premières traces documentaires datent de 1538. Le nom du village vient du "pâturage des bœufs (Ochsen) du monastère, en haut de la montagne (Berg)".
Après la Bataille de Nördlingen en 1634 pendant la Guerre de Trente Ans, Ochsenberg a été incendié comme de nombreux autres villages de la région.
Avec la mise en service de la canalisation d'eau Härtsfeld en 1891, Ochsenberg a reçu un approvisionnement constant en eau potable de la fontaine d'Itzelberg.
En 1910, l'hôtel de ville actuel est construit, et il sert également d'école et de caserne de pompiers. La construction de l'approvisionnement en électricité a commencé en 1917. Après 2 ans de construction, l'église est consacrée en 1963.

## Démographie et religion
Avec l'arrivée et l'installation des réfugiés après la Seconde Guerre mondiale, le nombre de résidents a sensiblement augmenté.
Jusqu'à la fin de la Seconde Guerre mondiale, Ochsenberg était dominé par les protestants. Par la suite, le nombre d'habitants catholiques romains a considérablement augmenté en raison des réfugiés résidents.

## Personnalités
- Hans Bäurle (* 1931), peintre, graphiste et sculpteur
- Jörg Haug (* 1937), professeur d'histoire locale

## Galerie de photos

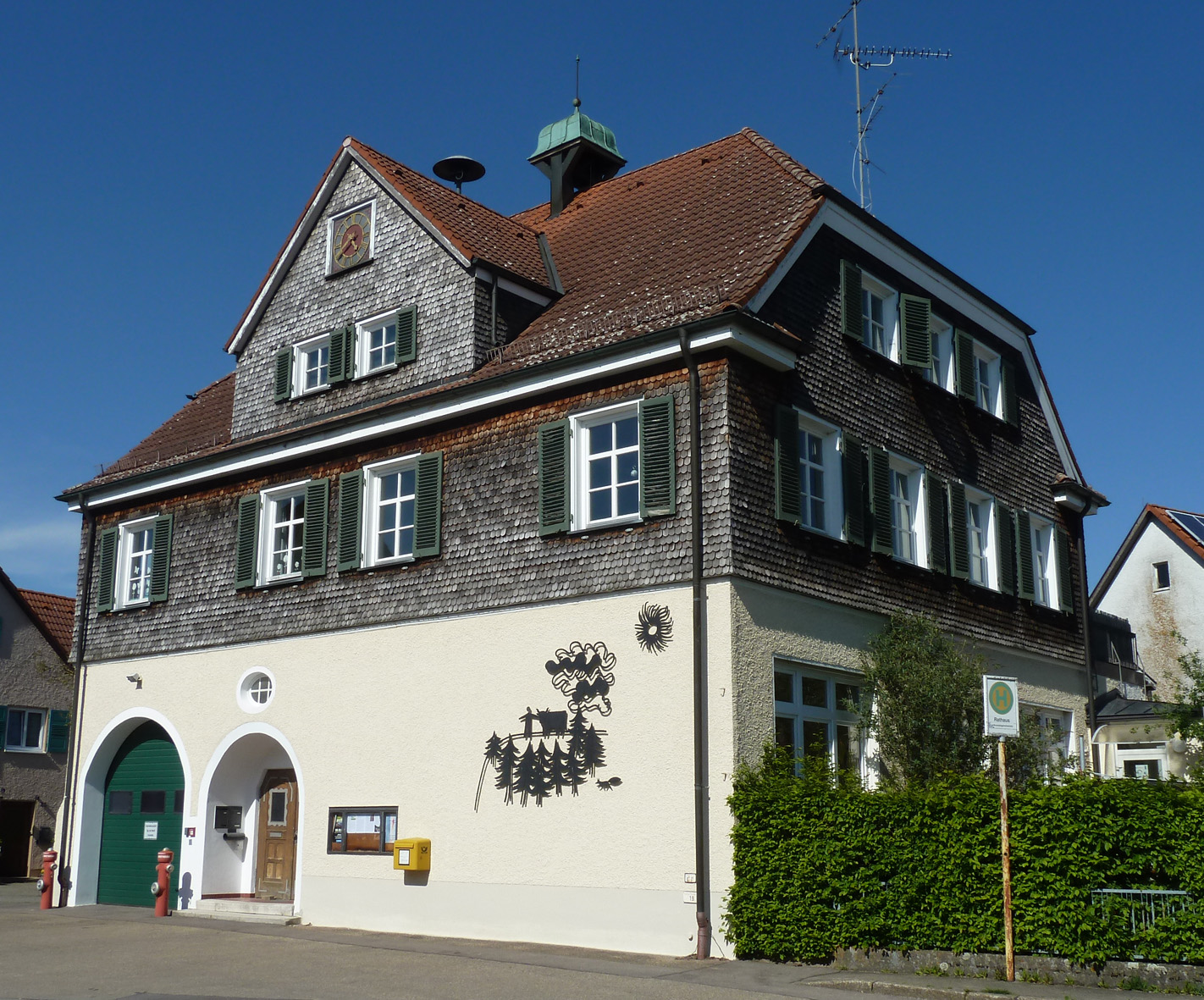
Ancien hôtel de ville
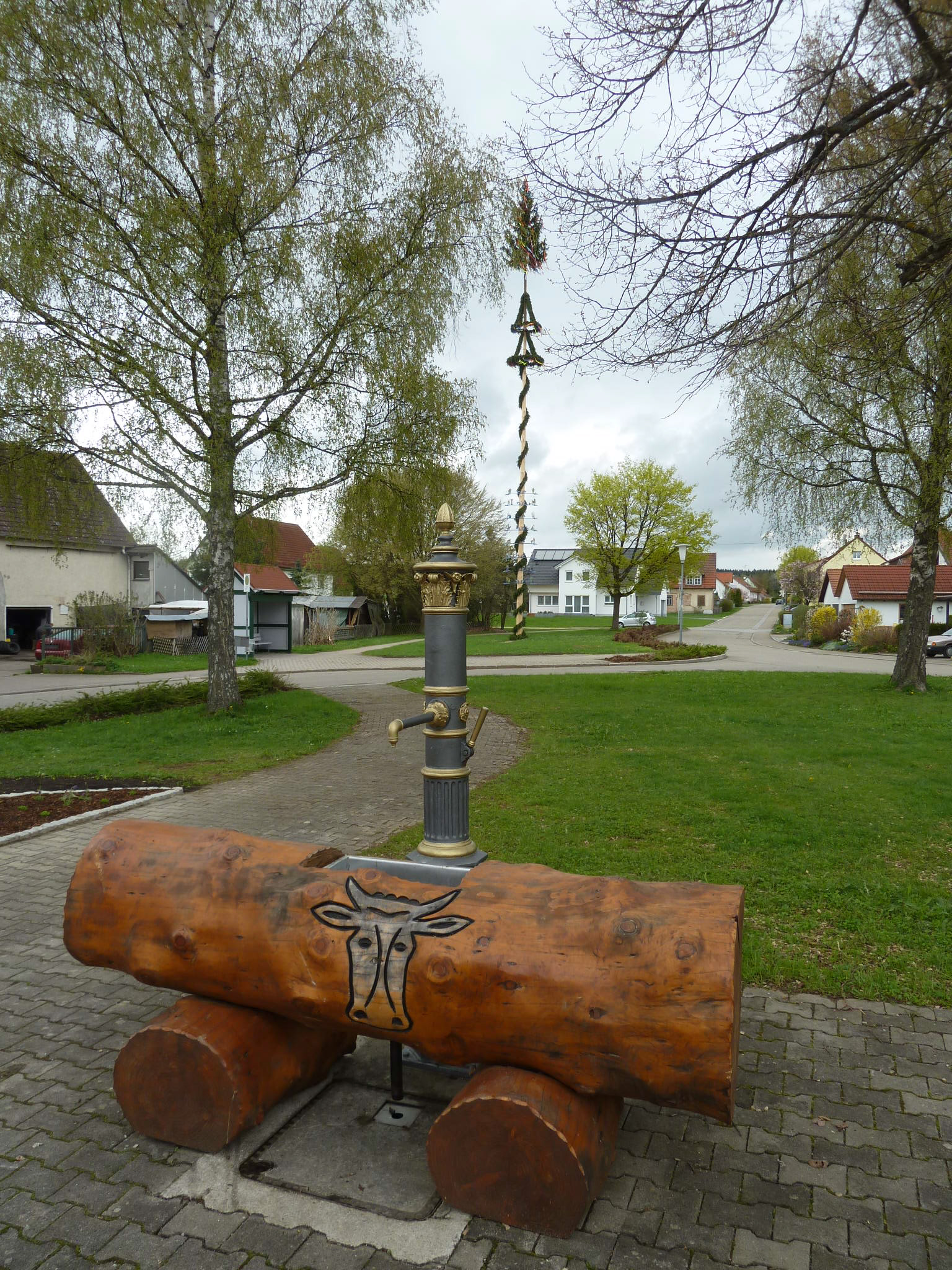
Place du village Lindenplatz
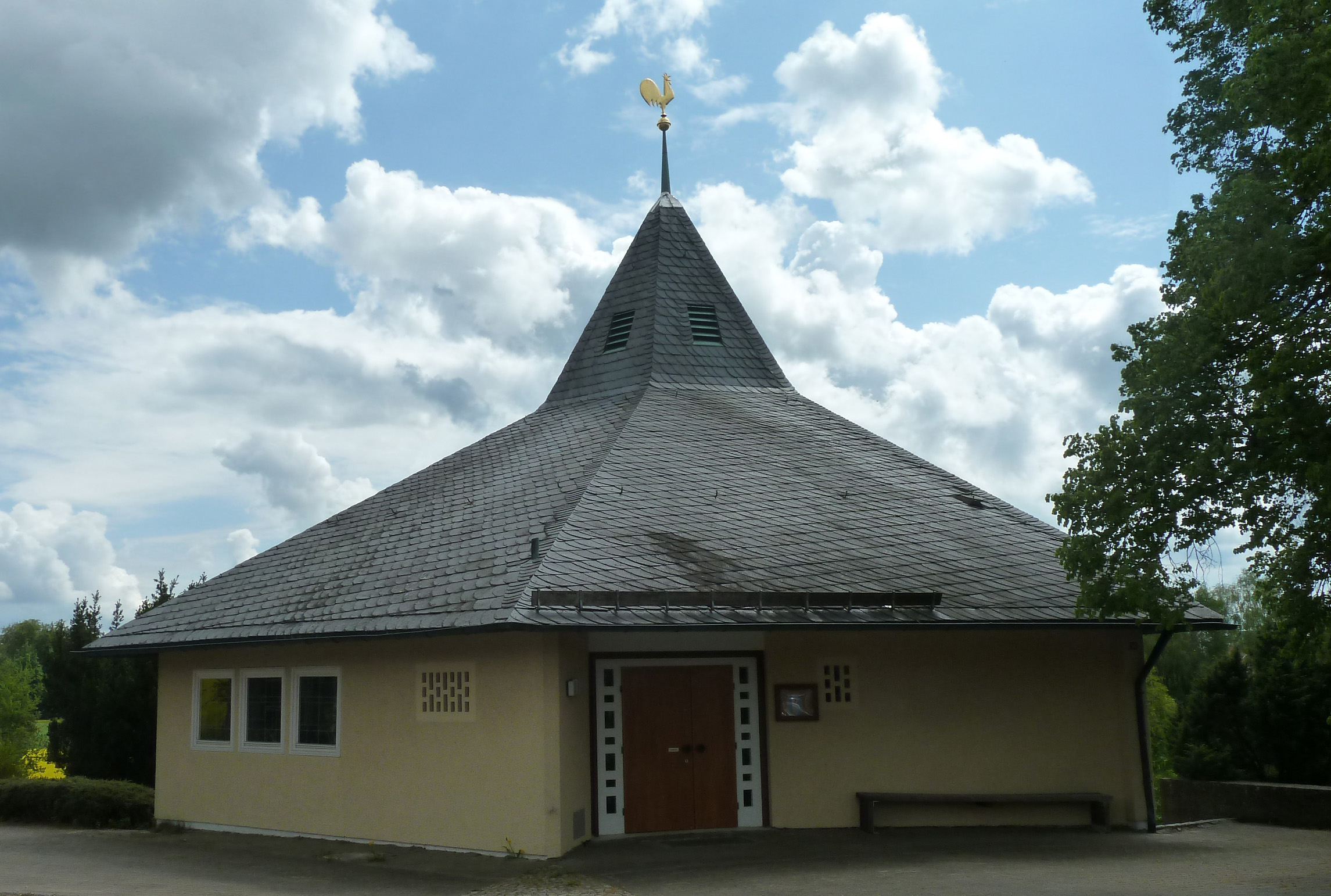
Église protestante Johanneskirche
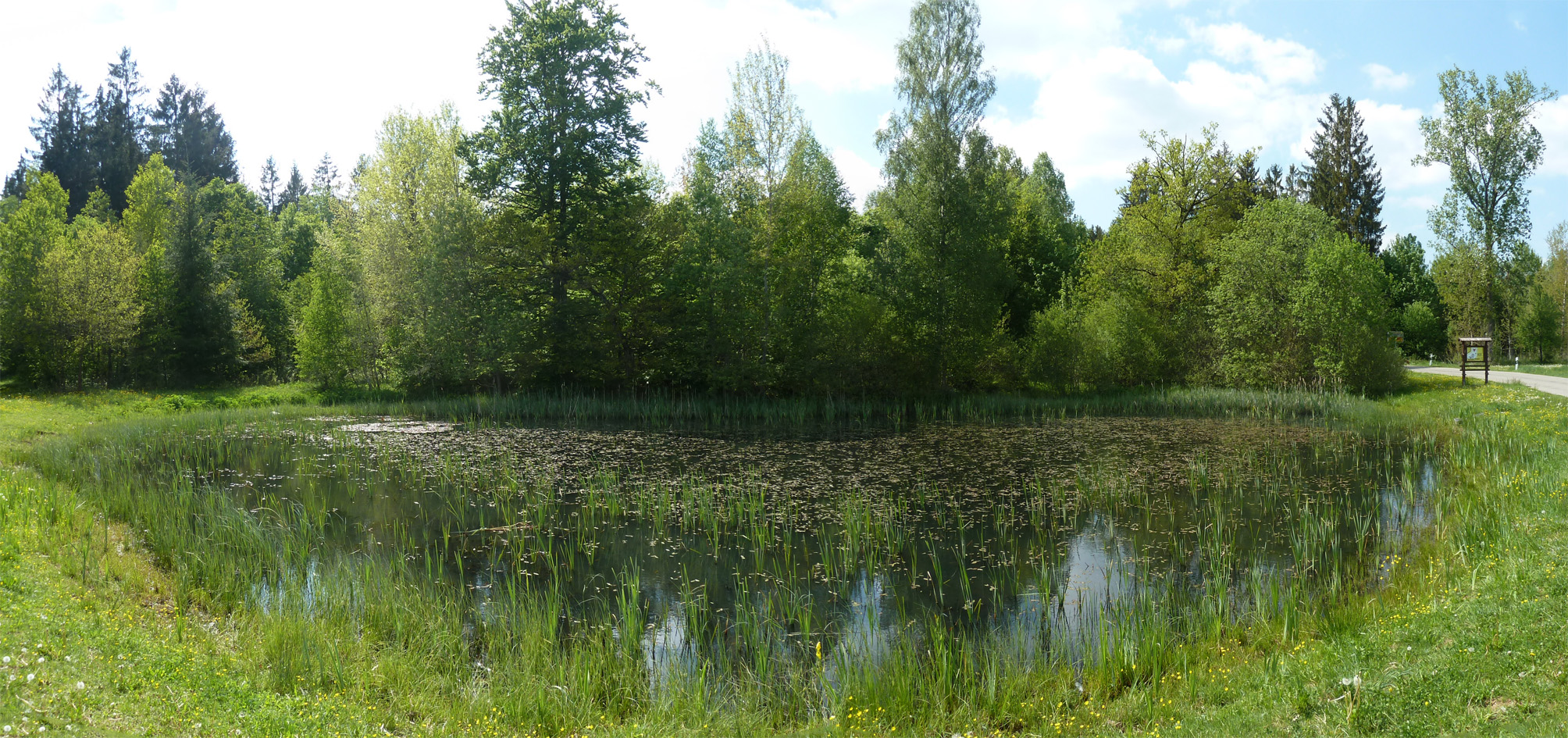
Étang du village
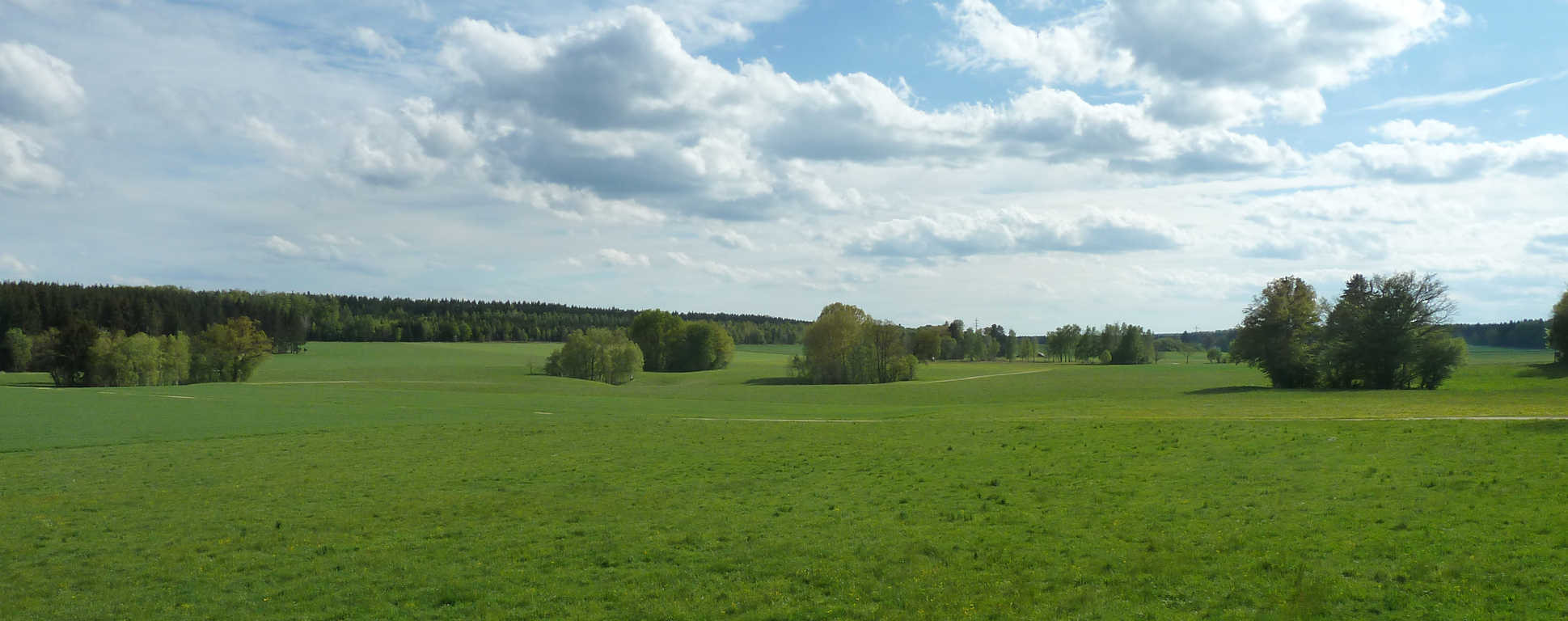
Réserve naturelle Falchen
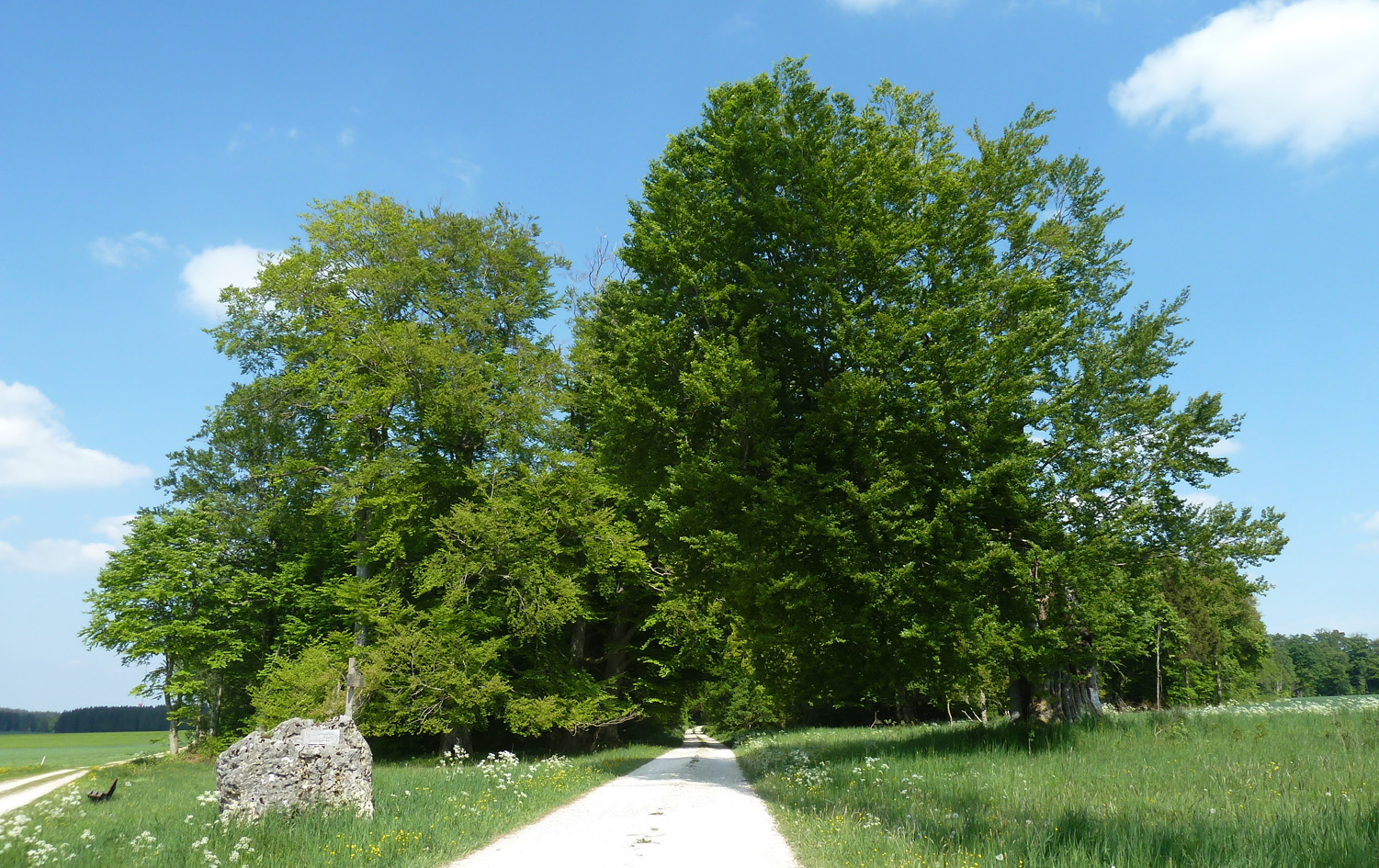
Monument naturel Judenbusch